# Elaphe persica
Elaphe persica este o specie de șerpi din genul Elaphe, familia Colubridae, descrisă de Werner 1913. Conform Catalogue of Life specia Elaphe persica nu are subspecii cunoscute.